# Ivana Jorović
Ivana Jorović (Čačak, 3 maggio 1997) è una tennista serba inattiva dal 2022.

## Carriera
Ivana ha vinto 13 titoli nel singolare e 3 titoli nel doppio nel circuito ITF in carriera. Ivana ha raggiunto la sua migliore posizione nel singolare WTA, nr 86, il 15 luglio 2019. Mentre il 17 luglio 2017 ha raggiunto il miglior piazzamento mondiale nel doppio, nr 299.
Ivana è stata al primo posto del ranking junior singolare nel giugno 2014 ed è stata finalista sia nel doppio ragazze agli Australian Open 2014 che nel singolare ragazze al Roland Garros 2014.
Nel 2021 ha partecipato alle olimpiadi di Tokyo, dove è uscita subito al primo turno.

## Statistiche ITF

### Singolare

#### Vittorie (13)
| Torneo $100.000 (1) |
| Torneo $80.000 (0)  |
| Torneo $75.000 (0)  |
| Torneo $60.000 (0)  |
| Torneo $50.000 (4)  |
| Torneo $25.000 (4)  |
| Torneo $15.000 (0)  |
| Torneo $10.000 (4)  |

| N.  | Data             | Torneo                                          | Superficie    | Avversaria in finale      | Punteggio        |
| 1.  | 7 ottobre 2012   | Jolie Ville Golf Women's, Sharm el-Sheikh       | Cemento       | Jasmin Steinherr          | 6-4, 6-2         |
| 2.  | 23 giugno 2013   | Nis Open, Niš                                   | Terra rossa   | Doroteja Erić             | 6-4, 4-6, 6-3    |
| 3.  | 10 novembre 2013 | Jolie Ville Golf Women's, Sharm el-Sheikh       | Cemento       | Janina Toljan             | 6-0, 6-2         |
| 4.  | 17 novembre 2013 | Jolie Ville Golf Women's, Sharm el-Sheikh       | Cemento       | Arabela Fernández Rabener | 6-2, 6-4         |
| 5.  | 23 novembre 2014 | QNet Open, Nuova Delhi                          | Cemento       | Barbara Haas              | 6-2, 6-2         |
| 6.  | 31 ottobre 2015  | Republican Girls, Istanbul                      | Cemento (i)   | Jana Fett                 | 6-3, 7-5         |
| 7.  | 22 novembre 2015 | Hart Open, Zawada                               | Sintetico (i) | Mihaela Buzărnescu        | 6-2, 6-2         |
| 8.  | 19 dicembre 2015 | Ankara Cup, Ankara                              | Cemento (i)   | Çağla Büyükakçay          | 7-6(3), 3-6, 6-2 |
| 9.  | 2 aprile 2016    | Open GDF Suez Seine-et-Marne, Croissy-Beaubourg | Cemento (i)   | Pauline Parmentier        | 6-1, 4-6, 6-4    |
| 10. | 24 dicembre 2016 | Ankara Cup, Ankara                              | Cemento (i)   | Vitalija D'jačenko        | 6-4, 7-5         |
| 11. | 15 aprile 2018   | Óbidos Ladies Open, Óbidos                      | Sintetico     | Miriam Kolodziejová       | 6-1, 6-2         |
| 12. | 11 novembre 2018 | Shenzhen Longhua Open, Shenzhen                 | Cemento       | Zheng Saisai              | 6-3, 2-6, 6-4    |
| 13. | 3 marzo 2019     | SEIMS Cup, Osaka                                | Cemento       | Lu Jiajing                | 6-3, 5-7, 6-2    |

#### Sconfitte (3)
| Torneo $100.000 (0) |
| Torneo $80.000 (0)  |
| Torneo $75.000 (0)  |
| Torneo $60.000 (1)  |
| Torneo $50.000 (0)  |
| Torneo $25.000 (2)  |
| Torneo $15.000 (0)  |
| Torneo $10.000 (0)  |

| N. | Data            | Torneo                                                    | Superficie  | Avversaria in finale | Punteggio        |
| 1. | 29 gennaio 2017 | Open GDF SUEZ 42, Andrézieux-Bouthéon                     | Cemento (i) | Anett Kontaveit      | 4-6, 6(5)-7      |
| 2. | 5 agosto 2018   | AEGON Pro Series Foxhills, Woking                         | Cemento     | Tereza Smitková      | 7-6(5), 5-7, 4-6 |
| 3. | 19 giugno 2022  | Carinthian Ladies Lakes Trophy, Pörtschach am Wörther See | Terra rossa | Sinja Kraus          | 1-6, 6-1, 2-6    |

### Doppio

#### Vittorie (3)
| Torneo $100.000 (0) |
| Torneo $80.000 (0)  |
| Torneo $75.000 (0)  |
| Torneo $60.000 (1)  |
| Torneo $50.000 (1)  |
| Torneo $25.000 (1)  |
| Torneo $15.000 (0)  |
| Torneo $10.000 (0)  |

| N. | Data            | Torneo                                                   | Superficie  | Compagna         | Avversarie in finale               | Punteggio |
| 1. | 15 agosto 2015  | Koser Jewelers Pro Circuit Tennis Challenge, Landisville | Cemento     | Jessica Moore    | Brynn Boren Nadja Gilchrist        | 6-1, 6-3  |
| 2. | 22 ottobre 2016 | Open GDF Suez de Touraine, Joué-lès-Tours                | Cemento (i) | Lesley Kerkhove  | Alexandra Cadanțu Ekaterina Jašina | 6-3, 7-5  |
| 3. | 16 luglio 2022  | Liepāja Open, Liepāja                                    | Terra rossa | Dalila Jakupovič | Emily Appleton Prarthana Thombare  | 6-4, 6-3  |

#### Sconfitte (1)
| Torneo $100.000 (0) |
| Torneo $80.000 (0)  |
| Torneo $75.000 (0)  |
| Torneo $60.000 (0)  |
| Torneo $50.000 (0)  |
| Torneo $25.000 (1)  |
| Torneo $15.000 (0)  |
| Torneo $10.000 (0)  |

| N. | Data              | Torneo                              | Superficie  | Compagna    | Avversarie in finale          | Punteggio        |
| 1. | 23 settembre 2016 | Royal Cup NLB Montenegro, Podgorica | Terra rossa | Xenia Knoll | Anita Husarić Quirine Lemoine | 6–3, 4–6, [4–10] |

## Grand Slam Junior

### Singolare

#### Sconfitte (1)
| Tornei del Grande Slam  |
| ----------------------- |
| Australian Open (0)     |
| Open di Francia (1)     |
| Torneo di Wimbledon (0) |
| US Open (0)             |

| N. | Data          | Torneo                  | Superficie  | Avversaria in finale | Punteggio        |
| 1. | 7 giugno 2014 | Open di Francia, Parigi | Terra rossa | Dar'ja Kasatkina     | 7-6(5), 2-6, 3-6 |

### Doppio

#### Sconfitte (1)
| Tornei del Grande Slam  |
| ----------------------- |
| Australian Open (1)     |
| Open di Francia (0)     |
| Torneo di Wimbledon (0) |
| US Open (0)             |

| N. | Data            | Torneo                     | Superficie | Compagna      | Avversarie in finale                  | Punteggio |
| 1. | 25 gennaio 2014 | Australian Open, Melbourne | Cemento    | Katie Boulter | Anhelina Kalinina Elizaveta Kuličkova | 4-6, 2-6  |